# Ploceus vitellinus
Ploceus vitellinus là một loài chim trong họ Ploceidae.